# Lotus 92
A Lotus 92 egy Formula–1-es versenyautó, amelyet a Team Lotus tervezett és versenyeztetett az 1983-as Formula–1 világbajnokság első felében. Pilótái Elio de Angelis és Nigel Mansell voltak.

## Áttekintés
Az autó a 93T-vel együtt az utolsó volt, aminek a tervezésében a csapatfőnök Colin Chapman is közreműködött, még halála előtt. Ugyancsak az utolsó volt a Lotus 101 debütálásáig, amelyet szívómotorral szereltek, méghozzá az addigra már technikailag jócskán meghaladott Cosworth DFV V8-asával. Az idény során gyakorlatilag csak Nigel Mansell vezette, Elio de Angelis csak egyszer, de akkor is diszkvalifikálták: eredetileg a 93T-vel kezdte meg a brazil versenyt, de a felvezető körben technikai problémák léptek fel, ezért átült a tartalékautó 92-esbe, ami szabályellenes volt a különböző motorok miatt.
Nem volt túl sikeres modell, a legjobb eredményük egy hatodik hely volt Detroitban. Amiben viszont forradalmi volt, az az aktív felfüggesztés alkalmazása: ez a technika ekkor debütált a Formula–1-ben, és a lényege az volt, hogy az autó felfüggesztése mindig az aktuális pályaállapotoknak megfelelően állította be az autó hasmagasságát, optimális leszorítóerőt teremtve ezzel. A kilencvenes évek elején világverő technika ekkoriban még nem volt kiforrott, Mansell egyáltalán nem volt vele megelégedve.

## Eredmények
(félkövérrel jelölve a pole pozíció, dőlt betűvel a leggyorsabb kör)
| Év   | Csapat                 | Motor        | Gumik | Pilóták         | 1   | 2   | 3   | 4   | 5   | 6   | 7   | 8   | 9   | 10  | 11  | 12  | 13  | 14  | 15  | Pontok | Helyezés |
| ---- | ---------------------- | ------------ | ----- | --------------- | --- | --- | --- | --- | --- | --- | --- | --- | --- | --- | --- | --- | --- | --- | --- | ------ | -------- |
| 1983 | John Player Team Lotus | Cosworth DFV | P     |                 | BRA | USW | FRA | SMR | MON | BEL | DET | CAN | GBR | GER | AUT | NED | ITA | EUR | RSA | 1      | 12.      |
| 1983 | John Player Team Lotus | Cosworth DFV | P     | Elio de Angelis | DSQ |     |     |     |     |     |     |     |     |     |     |     |     |     |     | 1      | 12.      |
| 1983 | John Player Team Lotus | Cosworth DFV | P     | Nigel Mansell   | 12  | 12  | KI  | 12  | KI  | KI  | 6   | KI  |     |     |     |     |     |     |     | 1      | 12.      |

* 1983-ban a 93T-s és a 94T-s modellt is használta a Lotus. A konstruktőri világbajnokság sajátosságai miatt a szívómotoros és a turbómotoros autókkal szerzett pontokat külön helyen rangsorolták, a Lotus ebben az évben turbómotoros autóival a 8. helyen végzett az összetettben.

## Fordítás
Ez a szócikk részben vagy egészben  a   Lotus 92 című angol Wikipédia-szócikk ezen változatának fordításán alapul.  Az eredeti cikk szerkesztőit annak laptörténete sorolja fel. Ez a jelzés csupán a megfogalmazás eredetét és a szerzői jogokat jelzi, nem szolgál a cikkben szereplő információk forrásmegjelöléseként.